# آرتنا
آرتنا (به ایتالیایی: Artena) یک کومونه در ایتالیا است که در استان رم واقع شده‌است.
آرتنا، شهر تپه‌ای در جنوب رُم در منطقه لاتزیو ایتالیا است که جمع‌آوری زباله در این شهر به شیوه‌ای قدیمی و «سبز» انجام می‌شود.

## خصوصیات
آرتنا ۵۴ کیلومترمربع مساحت و ۱۴٬۱۵۴ نفر جمعیت دارد و ۴۲۰ متر بالاتر از سطح دریا واقع شده‌است.

## خواهرخوانده
شهر Alcalá del Río خواهرخواندهٔ آرتنا هست.